# Mimosa coruscocaesia
Mimosa coruscocaesia là một loài thực vật có hoa trong họ Đậu. Loài này được Barneby miêu tả khoa học đầu tiên.